# Martin Pulpit
Martin Pulpit (* 29. Januar 1967 in Prag) ist ein ehemaliger tschechischer Fußballspieler und derzeitiger Fußballtrainer.

## Spielerkarriere
Martin Pulpit spielte in seiner Jugend für TJ Horní Měcholupy, FC Bohemians Prag und Viktoria Žižkov. Im Seniorenbereich trug er das Trikot zumeist kleinerer Prager Mannschaften, von 1990 bis 1992 spielte er für die zweite Mannschaft der Bohemians. Seine Karriere beendete er nach der Saison 1995/96 in Dobřejovice.

## Trainerkarriere
Schon mit 18 Jahren begann Martin Pulpit, als Trainer zu arbeiten und trainierte die Jugendmannschaften von TJ Dolní Počernice, Slavoj Vyšehrad sowie ČKD Kompresory.
Seine erste Station im Seniorenbereich war von 1996 bis 1998 der Drittligist Pelikán Děčín. 1998/99 betreute er den Zweitligisten FC Vítkovice, wurde aber sechs Spiele vor Saisonende entlassen. Anschließend arbeitete Pulpit zwei Jahre in der Zweiten Liga beim FK AS Pardubice. Zur Rückrunde 2002/03 übernahm er in der gleichen Liga den FK Mladá Boleslav, verließ den Verein aber bereits nach einem halben Jahr. Anfang 2004 ersetzte er Vladimír Táborský als Trainer des SK Hradec Králové, wurde aber selbst nach acht Spielen entlassen. 2004/05 scheiterte er nur äußerst knapp mit Viktoria Pilsen am Aufstieg in die 1. Liga.
In der folgenden Saison arbeitete Pulpit erneut in Pardubice. Als der Verein im Sommer 2006 seine Zweitligalizenz an Baník Sokolov verkaufte, ging neben zahlreichen Spielern auch Martin Pulpit nach Sokolov, er führte die Mannschaft auf den sechsten Platz.
Im Juni 2007 unterschrieb er bei Sigma Olomouc einen Einjahresvertrag mit Option auf ein weiteres Jahr. Schon im April 2008 entschloss sich die Vereinsführung, Pulpit wieder zu entlassen.
Von Juli bis November 2009 arbeitete Pulpit als Sportdirektor beim polnischen Erstligisten Odra Wodzisław. Ab 2010 trainiert Pulpit den tschechischen Zweitligisten FK Baník Most.